# Porter Robinson
Porter Robinson, född 15 juli 1992, är en amerikansk musikproducent av elektronisk musik.
I början av karriären släppte han flera singlar, varav den mest populära är "Language" som släpptes 2012. Den 12 augusti 2014 släppte han sitt debutalbum Worlds.
Porter Robinson är även känd under aliaset "Virtual Self" där han gör musik inspirerad av 90 och 2000-talets techno. 
Några populära låtar är: "Shelter", "Goodbye To A World", "Ghost Voices", "Language", "Divinity" och "Sad Machine".